# Anthospermum littoreum
Anthospermum littoreum là một loài thực vật có hoa trong họ Thiến thảo. Loài này được L.Bolus mô tả khoa học đầu tiên năm 1917.